# Стрельба в Центральной средней школе изобразительных и исполнительских искусств
Стрельба в Центральной средней школе изобразительных и исполнительских искусств — нападение на школу в Сент-Луисе, Миссури (США). Утром 24 октября, 19-летний Орландо Харрис проник внутрь школы, где расстрелял двоих человек (15-летнюю ученицу и 61-летнюю учительницу), после чего был ранен прибывшими на место офицерами полиции и позже скончался в больнице. 7 человек получили ранения средней степени тяжести и находились в стабильном состоянии.

## Предыстория
19-летний Орландо Харрис был темнокожим парнем без криминального прошлого, но имел определённые психические проблемы. 8 октября 2022 года будущий стрелок попытался приобрести на законных основаниях винтовку, но не прошёл проверку ФБР. После того, как ему отказали официальные лица, Харрис на незаконных основаниях приобрёл винтовку типа AR-15 у лица, который сам приобрёл на законных основаниях эту самую винтовку в 2020 году. 15 октября его мать позвонила в службу 911, чтобы изъять винтовку. Полицейские прибыли в тот же день в дом Орландо, где они забрали оружие и передали его лицу, имеющему лицензию на имение огнестрельного оружия. 24 октября Орландо стрелял из этого же оружия. Как Харрис вернул винтовку обратно — выясняется. За год до этого парень окончил ту же школу, в которой открыл стрельбу.

## Стрельба
24 октября 2022 года, Орландо подъехал к школе на синем Dodge Avenger 2012 года выпуска и припарковал машину. С собой у него была винтовка типа AR-15 и больше 600 прилагающихся к ней патронов. Примерно в 09:10 Харрис расстрелял стеклянную дверь и зашёл внутрь школы, где стал расстреливать учеников. Спустя минуту, в 09:11 поступил первый звонок в службу 911. Директор озвучил по радиосвязи кодовое словосочетание: «Майлз Дэвис в здании» для обозначения активного стрелка. В 09:15 полиция прибыла к зданию школы. В 09:23 стрелок и полицейские вступили в перестрелку. В 09:25 стрелок был ранен и был доставлен в больницу, где позже скончался.

## Погибшие и раненые
15-летняя Александрия Белл и 61-летняя Жан Кучка были убиты.
Семеро были ранены. Из них четверо получили огнестрельные ранения, двое ушибы, и ещё один сломал лодыжку. Все они находились в стабильном состоянии.

## Реакция
Белый дом осудил «бессмысленное насилие» и призвал к более активным действиям, чтобы остановить гибель людей от огнестрельного оружия, что поддержал министр образования Мигель Кардона в своем твите.
Мэр Сент-Луиса Тишаура Джонс высказалась о стрельбе в понедельник, назвав ее «разрушительной и травмирующей ситуацией», сообщает NBC News.